# Amer Gojak
Amer Gojak, né le 13 février 1997 à Sarajevo, est un footballeur international bosnien. Il évolue au poste de milieu offensif au HNK Rijeka.

## Biographie

### En club
Amer Gojak rejoint le Dinamo Zagreb en fin de saison 2014-2015.
En 2019, il atteint avec cette équipe les huitièmes de finale de la Ligue Europa. Il se met en évidence lors de la phase de poule en inscrivant deux buts, sur la pelouse du RSC Anderlecht, puis lors de la réception du Spartak Trnava.
Il participe également avec cette équipe à la phase de groupe de la Ligue des champions en 2016 et 2019, pour un total de huit matchs joués dans ce tournoi.
Le 29 avril 2017, il s'illustre en étant l'auteur d'un quadruplé dans le championnat de Croatie, lors de la réception du HNK Cibalia. Le Dinamo s'impose sur le large score de 6-0.
Le 13 juillet 2019, lors de la Supercoupe de Croatie, il marque l'unique but de la rencontre, permettant à son équipe de remporter le trophée face au HNK Rijeka.

### En équipe nationale
Avec les moins de 17 ans, il inscrit un total de neuf buts. Il est notamment l'auteur d'un doublé contre la Belgique en mars 2014, lors des éliminatoires du championnat d'Europe.
Avec les moins de 19 ans, il marque un total de huit buts. Il se met en évidence lors d'un match amical contre la Croatie en octobre 2015, en étant l'auteur d'un doublé et en délivrant une passe décisive, tout en officiant comme capitaine (défaite 4-3).
Avec les espoirs, il inscrit quatre buts rentrant dans le cadre des éliminatoires de l'Euro espoirs 2019. Il marque à cet effet un but contre le Liechtenstein, puis un doublé face au Pays de Galles, avant de récidiver à nouveau contre le Liechtenstein.
Le 25 mars 2017, il figure pour la première fois sur le banc des remplaçants de l'équipe nationale A, mais sans entrer en jeu, lors d'une rencontre face à Gibraltar. Ce match gagné sur le large score de 5-0 rentre dans le cadre des éliminatoires du mondial 2018. Il reçoit finalement sa première sélection en équipe de Bosnie-Herzégovine le 15 novembre 2018, contre l'Autriche. Ce match nul et vierge rentre dans le cadre de la Ligue des nations.
Le 5 septembre 2019, il inscrit ses deux premiers buts en équipe nationale, face au Liechtenstein. Il délivre également, à cette occasion, une passe décisive. La Bosnie s'impose sur le très large score de 5-0. Trois jours plus tard, il inscrit un nouveau but, face à l'Arménie, avec également une nouvelle passe décisive. Par la suite, le 15 octobre de la même année, il marque un nouveau but, face à la Grèce. Ces trois rencontres rentrent dans le cadre des éliminatoires de l'Euro 2020.

## Statistiques
| Saison                | Club                  | Championnat           | Championnat | Championnat | Coupe(s) nationale(s) | Coupe(s) nationale(s) | Compétition(s) continentale(s) | Compétition(s) continentale(s) | Compétition(s) continentale(s) | Total | Total |
| Saison                | Club                  | Division              | M.          | B.          | M.                    | B.                    | Comp.                          | M.                             | B.                             | M.    | B.    |
| 2013-2014             | FK Olimpic            | Premijer liga         | 8           | 1           | 1                     | 0                     | -                              | -                              | -                              | 9     | 1     |
| 2014-2015             | FK Olimpic            | Premijer liga         | 11          | 2           | 0                     | 0                     | -                              | -                              | -                              | 11    | 2     |
| Sous-total            | Sous-total            | Sous-total            | 19          | 3           | 1                     | 0                     | -                              | -                              | -                              | 20    | 3     |
| 2014-2015             | Dinamo Zagreb         | Prva HNL              | 1           | 0           | 1                     | 0                     | -                              | -                              | -                              | 2     | 0     |
| 2015-2016             | Dinamo Zagreb         | Prva HNL              | 5           | 1           | 2                     | 1                     | C1                             | 0                              | 0                              | 7     | 2     |
| 2016-2017             | Dinamo Zagreb         | Prva HNL              | 3           | 0           | 1                     | 0                     | C1                             | 1                              | 0                              | 5     | 0     |
| Sous-total            | Sous-total            | Sous-total            | 9           | 1           | 4                     | 1                     | -                              | 1                              | 0                              | 14    | 2     |
| Total sur la carrière | Total sur la carrière | Total sur la carrière | 28          | 4           | 5                     | 1                     | -                              | 1                              | 0                              | 34    | 5     |

## Palmarès
Il remporte le championnat de Croatie à cinq reprises en 2015, 2016, 2018, 2019, 2020, 2021 et 2022 avec le Dinamo Zagreb. 
Il gagne également la Coupe de Croatie en 2018 ainsi que la Supercoupe en 2019.